# Midtown Madness 2
Pour les articles homonymes, voir Midtown Madness (homonymie).
Midtown Madness 2 (MM2) est un jeu vidéo de course automobile en milieu urbain développé par Microsoft Game Studios et Angel Studios, qui propose des parcours libres ou fléchés au volant de plusieurs types de véhicules dans les villes de Londres et San Francisco modélisées en 3D.
Ce jeu fait partie de la série Midtown Madness.

## Concept
Midtown Madness 2 réutilise un concept novateur introduit par le premier Midtown Madness, il permet au joueur de participer à des jeux de courses dans un cadre urbain fidèle à la réalité, au milieu des embouteillages et de la circulation des grandes villes comme Londres ou San Francisco.
Ce type de jeu repose sur une modélisation des villes très précise (possibilité d'aller dans le métro de Londres) et une accumulation de détails (attitude des piétons, des conducteurs, emplacement des bâtiments, des magasins, des garages, des ruelles, des feux rouges, etc.) afin d'immerger le joueur dans un environnement le plus réaliste possible.
L'environnement libre du jeu laisse place aux excès des joueurs, si les piétons ne peuvent pas être écrasés (lorsque le joueur s'en approche, ils sautent et évitent la voiture), les panneaux, les feux rouges, les poubelles, les parcmètres et même les arbustes (ou tous les autres objets se situant dans la ville) peuvent être renversés et volent en éclats lorsque le joueur les percutent.
Parmi les nouveautés de cette version 2, il y a l'apparition d'un nouveau mode de jeu : session d'entraînement et deux nouvelles villes. De plus, il y a une meilleure gestion du comportement des véhicules (inertie, effet de gravité...) et des interactions du décor (les arbres n'arrêtent plus le joueur net lorsqu'il les percute). Les conditions de jeu sont également modifiables : la météo, le moment de la journée, les conditions de circulation etc. sont paramétrables dans l'écran d'avant-course. Également l'affluence de piétons ou le taux de présence des voitures de police peuvent être changés pour chaque ville.

## Le jeu

### Modes de jeu

#### Mode solo
Le jeu propose cinq modes de jeu différents à un joueur, dont quatre dérivés du jeu original Midtown Madness. Il y a d'abord, le mode éclair, il s'agit d'une course contre-la-montre, le joueur doit terminer un parcours fléché et passer sous une dizaine de points de contrôle dans l'ordre le plus rapidement possible car le temps est limité. La difficulté est assez élevée, tant le chronomètre est serré, peu d'erreur de trajectoire sont permises. Le mode point de contrôle est en fait une course en ligne contre plusieurs concurrents (généralement 6), le joueur doit terminer un parcours défini par des points de contrôle sous lesquels le joueur doit passer dans n'importe quel ordre, avant de pouvoir franchir la ligne d'arrivée. Il n'y a pas de limite de temps, les checkpoints sont assez espacés et la difficulté est de choisir le parcours optimum. Le mode circuit est aussi une course en ligne mais en parcours fermé contre plusieurs concurrents, se déroulant sur plusieurs tours, le joueur doit être le premier à effectuer le nombre de tour défini au départ. Enfin, le mode croisière permet de faire de la conduite libre ou le joueur peut se balader à son aise dans la ville de son choix. Par exemple pour jouer les touristes en recherchant les lieux célèbres ou bien provoquer un escadron de police pour réaliser quelques poursuites.
Les trois premiers modes de jeu ont une difficulté croissante, terminer les modes éclair, points de contrôle et circuit permet de débloquer des nouveaux véhicules et des carrosseries personnalisées.

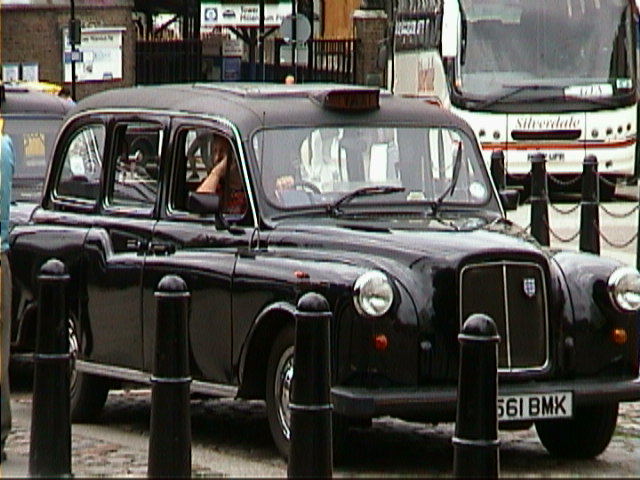
Taxi londonien

Le jeu dispose d'un cinquième mode, c'est une nouveauté de cette suite, le mode dénommé session d'entraînement (crash course en anglais), il propose des missions différentes pour chaque ville ; ainsi dans Londres le joueur devra se prendre pour un conducteur fou au volant d'un taxi londonien, alors que dans San Francisco le mode cascadeur SF permet au joueur de faire des parcours assez vallonnés à bord de la Ford Mustang Fastback. Les missions proposées sont assez variées, par exemple, il faudra effectuer des sauts avec des tremplins, traverser la ville sans la moindre éraflure, faire la course contre un pilote acharné, etc.

#### Mode multijoueur
Le mode multijoueur peut s'effectuer par connexion au réseau local (LAN), ou sur Internet par IP (TCP/IP) grâce à la technologie DirectPlay incluse dans le jeu. Le nombre maximum de joueurs est de huit simultanés.
À l'origine le jeu en ligne était assuré par MSN Gaming Zone, mais Microsoft a décidé le 19 juin 2006, soit près de six ans après la sortie du jeu, d'arrêter ses serveurs. De nombreux sites de jeux en ligne lui ont fait place comme GameRanger et Voobly qui supportent toujours Midtown Madness 2.
Les modes de jeux proposés en ligne sont les mêmes qu'en mode solo auquel vient s'ajouter le mode policier et voleurs. Le mode éclair est identique au mode solo, les joueurs doivent faire un circuit fléché le plus rapidement possible. Le mode points de contrôle est aussi identique au mode solo, les joueurs doivent faire le parcours de leur choix et passer sous les checkpoints le plus rapidement possible. Le mode circuit est aussi identique sauf que les adversaires sont réels cette fois-ci, le circuit et le nombre de tours sont paramétrables. Le mode croisière n'offre aucun intérêt à plusieurs, même à 8. Enfin, il y a le mode policiers et voleurs, il s'agit d'un mode en équipe où il faut récupérer un lingot d'or (représenté par un symbole dollar $) disposé quelque part sur la carte et le mener à bon port, selon que l'on est policier ou voleur. Ce mode dispose de trois variantes : le Chacun pour soi, au volant de la voiture de son choix chaque joueur doit ramener l'or à la cachette (qui est la même pour tous les joueurs, elle est représentée par une tête de mort sur la mini-carte. Il y a aussi la variante Policiers contre voleurs, les joueurs peuvent être dans l'équipe de policiers (au volant d'une Ford Mustang Cruiser) ou dans l'équipe de voleurs (au volant d'une Ford Mustang GT). Les policiers doivent ramener l'or à la banque, et les voleurs, doivent le mettre à l'abri dans leur cachette. Enfin il y a la variante Équipes de voleurs, les joueurs s'affrontent en deux équipes : rouge ou bleue, au volant du véhicule de leur choix. Chaque équipe doit ramener l'or sous le checkpoint correspondant à sa couleur.
Le mode policiers et voleurs est le plus joué sur internet, il peut se jouer en durée limitée ou en nombre de points calculés comme suit : 25 points pour chaque possession de l'or par un joueur et 100 points pour chaque livraison de l'or à bon port. Chaque joueur possède un compteur de points, et les rapportent à son équipe. Une autre particularité de ce mode est la possibilité de caractériser l'or d'un certain poids, ainsi le possesseur du lingot est plus lent que les autres joueurs, et donc plus facile à rattraper. Cette fonctionnalité est utilisée par les joueurs qui conduisent des bus dans San Francisco, le jeu, plus lent, offre alors de larges possibilités de gameplay et est particulièrement bien adapté au jeu en équipe.
La circulation est absente et la ville semble déserte, seuls les piétons peuvent être représentés. De plus, seuls les véhicules débloqués dans le mode solo sont disponibles dans le mode multijoueur.

#### Mode replay
Le mode replay n'apparaît pas dans le jeu. Il était à l'origine prévu par les développeurs, à la suite des demandes des joueurs du premier Midtown Madness, mais ils n'ont pas eu le temps de terminer son développement. Ce mode prévoyait de pouvoir enregistrer et revisionner ses propres courses sous tous les angles et pouvoir envoyer ensuite les fichiers sur Internet. L'absence de ce mode a beaucoup fait parler la communauté qui attendait un patch qui n'est jamais venu. Néanmoins les joueurs pourront découvrir des textures du mode replay parmi les fichiers *.ar du jeu témoignant les dires des développeurs.
Une version créée par des fan est disponible avec le mod Midtown Madness 2 Revisited V en anglais.

### Villes
Dans le jeu original, seules les villes de Londres et San Francisco sont disponibles. Ces villes ont été choisies pour diverses raisons, d'abord les villes devaient être facilement reconnaissables et devaient ajouter un maximum de fun au jeu. San Francisco, avec ses collines abruptes permet d'atteindre des vitesses folles dans les descentes et d'avoir des montées d'adrénaline. Tandis que Londres, véritable toile de rues qui s'enchevêtre aiguise les qualités de conducteur du joueur.
Dans Londres, le joueur peut explorer divers endroits et peut s'il le souhaite emprunter une partie du « tube » (métro londonien), faire une pause devant le palais de Buckingham ou sauter sur le Tower Bridge. Dans San Francisco, la carte est nettement plus vallonnée, ce qui donne une expérience différente au joueur. Le joueur pourra monter en haut de la ville et débouler sur le Golden Gate Bridge par exemple. On remarquera que la route vers le comté de Marin n'est pas modélisée dans le jeu (le pont débouche sur une boucle). Également l'île d'Alcatraz est parfaitement visible, mais ne pourra être atteinte à bord d'un véhicule non modifié.
Des développeurs amateurs ont également créé d'autres cartes, elles aussi basées sur des lieux réels, comme New York.

### Véhicules
Il y a une grande variété de véhicules qui font le charme de Midtown Madness 2, on citera la Ford Mustang, la Mini Cooper, la Panoz AIV Roadster ou encore le bus londonien, ce ne sont pas moins de 20 véhicules qui attendent le joueur sans compter sur les modèles créés par des fans, d'ailleurs souvent basés sur des véhicules réels.
Véhicules disponibles par défaut
- Mini Cooper Classic
- Volkswagen New Beetle
- Taxi londonien
- Cadillac Eldorado
- Ford F-350
- Ford Mustang GT
- Ford Mustang Cruiser
- Ford Mustang Fastback
- Panoz AIV Roadster
- Bus
- Bus Londonien
- Camion Freightliner Century

Véhicules à débloquer

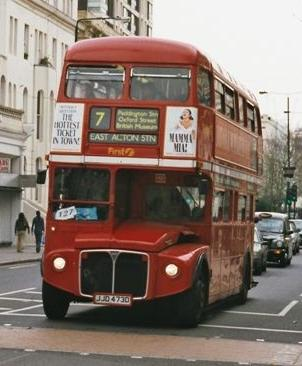
Bus londonien ou Routemaster qui, dans le jeu, permet de se débarrasser efficacement des embouteillages...

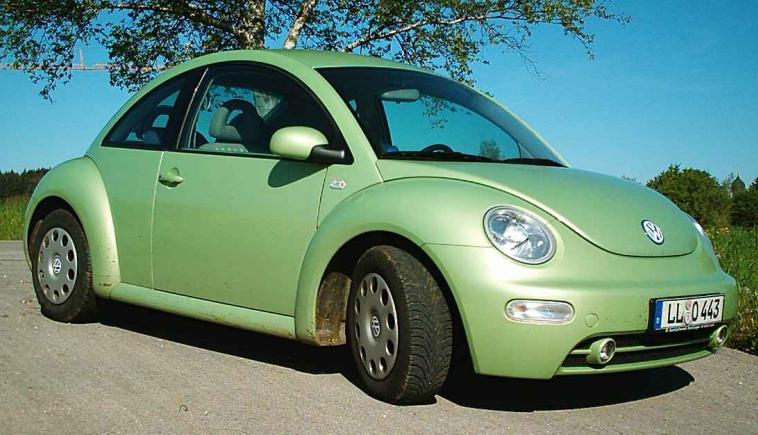
Le jeu Midtown Madness a assuré la promotion de la Volkswagen New Beetle.

Ces véhicules ne sont disponibles qu'après avoir remporté certaines courses.
- Nouvelle Mini Cooper
- Volkswagen New Beetle Dune
- Volkswagen New Beetle RSi
- Light Tacticle Vehicle
- Audi TT
- Aston Martin DB7 Vantage
- Panoz GTR-1
- Camion de pompier American LaFrance

Des véhicules supplémentaires ont été prévus comme le Silver Eagle Firetruck, le Moonrover (véhicule lunaire sans lien avec le  rover lunaire Apollo) ou la Cadillac Eldorado Seville 1959 mais, bien que présent parmi les fichiers du jeu, ces voitures sont indéblocables et n'apparaissent jamais pour le joueur. En réalité ces voitures étaient incluses dans les versions béta du jeu mais à cause d'un problème de licence, elles n'ont pu être implantées. La Cadillac Eldorado Seville 1959 fut intégré ultérieurement dans Midtown Madness 3.

### Modifications
Le jeu n'est originellement pas prévu pour être modifié et d'ailleurs les développeurs n'ont jamais envisagé de proposer des outils de modifications, seulement l'ajout d'extensions (voitures ou cartes) qui peuvent facilement être insérés dans le jeu car ce sont des fichiers compressés au format zip renommés simplement avec une extension .ar. Ils sont à télécharger sur des sites qui proposent divers véhicules et cartes.
La communauté a créé ses propres outils (comme ZModeler ou le Map Editor) et a rendu le jeu entièrement personnalisable et ouvert aux modifications. Ainsi de nombreux véhicules peuvent être ajoutés à ceux déjà présents, même les modèles pilotés par l'IA comme les véhicules de police ou les modèles représentant le trafic urbain. Les propriétés physiques des modèles peuvent aussi être édités, on peut ainsi accélérer le jeu, augmenter le poids des véhicules, ou leur résistance aux chocs. Parallèlement d'autres modifications peuvent être utilisés comme le patch « drive on water » qui permet aux voitures de rouler sur l'eau et d'accéder aux endroits cachés ou inaccessibles sur la carte comme Alcatraz ou le comté de Marin.
Enfin des cartes sont également disponibles sur les sites de fans, la plus importante est une représentation de New York fidèlement modélisée par des amateurs à partir de celle du jeu Midnight Club (par les mêmes développeurs que Midtown Madness 2). Un autre grand projet est le développement d'une nouvelle ville, avec des véhicules entièrement modélisés autour d'un thème commun : les années 1940-1970.

## Développement
Le développement du jeu a duré 8 mois, cette durée relativement courte s'explique par le fait que le jeu n'est qu'une amélioration du précédent apportant de nouveaux véhicules et de nouvelles villes. Les travaux des développeurs se sont concentrés sur le moteur graphique qui a été retravaillé pour supporter les matériels optimisés DirectX 7 T&L. Également, les développeurs ont été continuellement à l'écoute de la communauté MM des fans du premier épisode, quelqu'un chez Angel Studios était chargé d'avertir les développeurs par mail lors qu'un fan créait une nouvelle voiture ou émettait des suggestions intéressantes par exemple.
Les logiciels utilisés par les développeurs chargés de la modélisation étaient principalement 3D Studio Max et Photoshop.

### Équipes de développement
Le jeu a été développé conjointement par l'équipe de Angel Studios qui s'est occupée de la partie technique, comme c'était déjà le cas pour Midtown Madness, et a été supplée par Microsoft Game Studios pour l'aspect organisation.
| Angel Studios - Producteur : Jay Panek - Concepteur en chef : Frederic Markus - Directeur de développement produit : Clinton Keith - Directeur technique : David Etherton - Programmeurs : Gabriel Valencia, Ryan Camoras, Jeremy Jessup, Jim Laurino, Joseph C. Adzima, Jeffrey J. Roorda, Dianna Davies - Directeur artistique : Marshall Ross - Graphismes : Andrea Elam, Ron Suverkrop, Ryan Broley, Mike Carnick, Kouros Moghaddam, Bonnie Bright, Ryan Trenhaile - Sons : Paul Lackey | Microsoft Game Studios - Lead Program Manager : Shannon Loftis - Program Manager : Christina Chen - Test Lead : Brian Bennink - Directeur artistique : Kiki Wolfkill - Content Lead : Kiki McMillan - Sons : Jeff Stone, Jerry Schroeder, Gordon Hempton, David Henry |

## Réception critique
À sa sortie, le jeu a légèrement déçu la critique car n'apportant pas suffisamment de nouveautés par rapport au premier épisode : « Le jeu est resté trop proche de l'original pour mériter le nom de suite ». Cependant tous ont « remarqué la qualité graphique du jeu ainsi que son réalisme »
Les testeurs ont regretté que l'IA des véhicules soit quasi inexistante comparée à celle des adversaires en course : « l'intelligence artificielle des voitures du trafic est mauvaise... (mais) celle des concurrents est très bonne »

### Récompenses
- Meilleur jeu de course à l'E3 2000 pour IGN[11].

### Classement
- Meilleur jeu de course 2000 sur PC pour les lecteurs de IGN[12].
- 8e meilleur jeu de course de tous les temps toutes consoles confondues sur IGN[13].

## Versions
Le développement du jeu a démarré lors de la sortie du premier Midtown Madness. La version béta a été ouverte le 7 juin 2000 à 200 joueurs, elle comprenait notamment un accès à Zone.com et Microsoft offrait le jeu gratuitement aux bêta-testeurs à sa sortie. La version or du jeu a été annoncée le 14 septembre 2000 alors que la version de démonstration, généralement disponible avant la sortie du jeu, n'a été proposée que le 11 décembre 2000 en français, elle comprenait 2 voitures (la Ford Mustang Fastback et la Mini Cooper Classic), elle proposait les modes croisière, éclair, points de contrôle et le mode cascadeur dans San Francisco (tous les modes étant limité à une ou deux courses). Enfin le mode multijoueurs était limité à une course éclair. Depuis sa sortie, le jeu a connu une seule mise à jour corrigeant des problèmes de compatibilité de carte graphique.
Une réédition du jeu, dans un coffret intitulé Racing Madness 2 incluant les jeux Midtown Madness 2 et Motocross Madness 2 a été distribuée par Microsoft.

## Note
- Le jeu a été classifié PEGI 7 ans et +, bien que favorisant une conduite à risque, il est impossible de renverser les piétons qui s'écartent automatiquement (certains disparaissant à travers les murs). L'écran de démarrage du jeu indique qu’il ne faut pas adopter le style de conduite du jeu dans la vie réelle, « Soyez un conducteur responsable ! »

- Le site internet officiel a ouvert ses portes au mois de juin 2000, on pouvait y trouver des images et infos sur le jeu[17].

- Un patch permettant de jouer sur Windows XP a été édité par Microsoft début 2002 soit plus de 3 mois après la sortie du système d'exploitation.

- Lors d'une course, une voix off parle au joueur et l'encourage ou le blâme[18].

## Publicité
La publicité du jeu a été portée par le slogan « On roule plus vite quand on vole ». L'affiche du jeu représente une Aston Martin en plein saut au-dessus des piétons dans San Francisco.
Durant la campagne de publicité du jeu, Microsoft avait organisé une animation sur le circuit d'Indianapolis à l'occasion du Grand Prix de Formule 1. C'est Dave "The King" Wilson, chroniqueur sur WIBC qui avait testé le jeu.